# Црвеноноги спрудник
Црвеноноги спрудник (лат. Tringa totanus) је птица селица из реда шљукарица. Име рода Tringa потиче од старогрчке речи trungas, која означава птицу која гази по блату и мрда репом горе-доле. Неки извори сматрају да реч totanus потиче од италијанског назива за ову птицу. Ипак, по савременој италијанској номенклатури Totano moro је назив за црног спрудника (Tringa erythropus), који је у зимском периоду врло сличан црвеноногом спруднику.

## Опис
Дужина тела од врха репа до врха кљуна је 24–27 cm, а распон крила је 47–53 cm. Црвене ноге и база кљуна су карактеристичне за ову врсту, али та особина се среће и код црног спрудника зими, а и неки спрудници убојице могу бити слични. Горњи део тела и крила је смеђе прошаран, док су груди и бокови испругани. Кљун и ноге су приметно краће од црног спрудника, од кога се разликује и по белим пољима на крилима док лети, али и по оглашавању. Током сезоне парења ноге добијају јарко наранџасту боју.

## Распрострањење и станиште
Распрострањен је широм Европе, у деловима Мале Азије и Блиског истока, и у централној и источној Азији. Гнезди се и на Исланду. Током сеобе лети до централне Африке, Индије, Индокине и Малајско-филипинског архипелага, па чак и до Аустралије. Ван ареала је забележен у Канади, на Божићним острвима, Свалбарду, Сејшелима и Гренланду.
Станиште на ком свија гнездо подразумева влажне и кошене ливаде, мочваре на обалама мора, баре обрасле травом, слатине и тресетишта. Током сеобе се храни на плавним ливадама и обалама река, језера и мора. У зимском периоду, храну тражи на муљевитим, шљунковитим и пешчаним плажама на обалама мора, у плитким лагунама, есутуарима, делатама река, али и на соланама и таложницима фарми.

## Биологија
Црвеноноги спрудник се храни малим бескичмењацима, као што су инсекти, пауци, чланковити црви, пужеви, шкољке и рачићи. Повремено једе мале рибе и пуноглавце.
У плитком удубљењу на земљи се налази гнездо, обично сакривено у трави, испод жбуна или на бусену мочварних биљака. Гнезди се појединачно (10 парова по километру квадратном), али се може гнездити и полуколонијално (100-300 парова по километру квадратном).
Јесења сеоба траје од јуна до октобра, а на своја гнездилишта се враћа између фебруара и априла. Медитеранске популације остају преко целе године на својим гнездилиштима. Сели се појединачно, у малим групама, али су посматрана и јата преко хиљаду примерака. Процењује се да европска популација броји између 340 000 и 484 000 гнездећих парова. У неким подручјима бројност опада, негде је стабилна, а негде расте, тако да се не може са сигурношћу одредити тренд популације.

## Угроженост
Ову птицу највише угрожава губитак стнашта за гнежђење, као што је исушивање мочвара, изградња насипа ради спречавања поплава и сеча приобалних шума. Интензивна пољопривреда такође утиче на бројност. У Великој Британији га угрожава урбанизација плажа и муљевитих морских обала, као и изградња пешачких стаза. На неким острвима, гнезда му уништава јеж (Erinaceus europaeus) који је ту донет од стране човека. Подложан је птичјем грипу.

## Црвеноноги спрудник у Србији
Крајем 19. и почетком 20. века се гнездио у разним крајевима јужно од Саве и Дунава, а посебно значајно гнездилиште је било на Власинској тресави. Једино гнездилиште у Војводини је било у околини Хоргоша. У другој половини 20. и почетком 21. века се гнездио у Бачкој и Банату, а јужно од Саве и Дунава гнежђење је потврђено на Власинском језеру, Пештерској висоравни и у Прешевској долини. Углавном се гнезди на слатинама, плавним ливадама, пашњацима и таложницима отпадних вода. Неколико парова се гнезди на пепелишту термоелектране „Никола Тесла”. Орнтолози процењују да се у Србији гнезди од 150 до 215 гнездећих парова. Сматра се да бројност популације опада. У периоду сеобе је присутан на различитим плитким воденим стаништима. Врло ретко су посматрана јата од неколико стотина јединки. Током зиме је забележен само једном.

## Галерија
- Перје током гнездеће сезоне
- Перје током зиме
- Црвеноноги спрудник се храни на Женевском језеру
- Током зимовања
- Карактеристичне белине на крилима
- Гнездо са јајима
- Јаја из музејске збирке у Висбадену